# Merle à flancs roux
Turdus chrysolaus
Espèce
Statut de conservation UICN

 LC  : Préoccupation mineure
Le Merle à flancs roux (Turdus chrysolaus) est une espèce de passereaux appartenant à la famille des Turdidae.

## Habitats et répartition
Cet oiseau niche à Sakhaline, les Kouriles et le nord du Japon ; son aire d'hivernage s'étend au sud jusqu' à Luçon (Philippines).
Son cadre naturel de vie est la forêt des zones tempérées.

## Sous-espèces
- Turdus chrysolaus chrysolaus
- Turdus chrysolaus orii